# (455502) 2003 UZ413
2003 UZ413 — крупный транснептуновый объект, относящийся к классу плутино. Открыт 21 октября 2003 года Майклом Брауном, Дэвидом Рабиновичем и Чедвиком Трухильо.

## Физические характеристики
При абсолютной величине 4,3m размеры 2003 UZ413 в зависимости от альбедо могут лежать в пределах от 370 км до 820 км. Если предположить, что этот объект имеет типичное для ледяных тел альбедо 9%, то при абсолютной магнитуде 4,5 его размер будет равняться 572 км.
Отличительной особенностью 2003 UZ413 является крайне быстрое вращение вокруг собственной оси. Период обращения составляет 4,14 часа. То есть из всех изученных объектов пояса Койпера по скорости вращения он уступает только Хаумеа.